# Vox (album)
Pour les articles homonymes, voir Vox.
Albums de Malicorne
Légende, deuxième époque
(1989) Marie de Malicorne
(2005)
Vox est un album de compilation du groupe folk français Malicorne sorti en 1996. Il s'agit de la troisième compilation du groupe fondé par Gabriel Yacoub et Marie Yacoub.

## Historique
Fondé par Gabriel et Marie Yacoub, le groupe est séparé depuis 7 ans lorsque sort cette troisième compilation. Mais contrairement aux deux précédentes, il ne s'agit pas d'un best-of de plus : Vox présente, en effet, la particularité de ne proposer que des chansons a cappella ou avec un (léger) accompagnement instrumental, des chansons où priment les chants choraux typiques du groupe.
Ces 17 chants d'origine traditionnelle sont tirés du répertoire français ou québécois. Le groupe en signe les adaptations et les arrangements. Ils sont extraits des albums studio du groupe allant du tout 1er, Malicorne (1974), à l'avant-dernier, Balançoire en feu (1981), à l'exception de 2 titres, 
- "Le Prince d'Orange", initialement paru en 1973 sur l'album pré-malicornien Pierre de Grenoble,
- "Le Navire de Bayonne / Paye Paysan", initialement paru en 1978 sur "La Marée Noire" (Ballon noir BAL 13005), un album collectif dont le bénéfice des ventes était destiné aux associations écologiques travaillant à réparer les dégâts provoqués par le naufrage de l'Amoco Cadiz.

Par ailleurs, 2 titres initialement parus respectivement en 1974 et 1975 sont proposées ici en version actualisée en 1995 : 
- "Les filles sont volages" en version ré-enregistrée par Gabriel Yacoub seul a cappella,
- "Marions les roses" en version remixée.

## Liste des titres
| No  | Titre                                                                                       | Album d'origine                                    | Durée |
| --- | ------------------------------------------------------------------------------------------- | -------------------------------------------------- | ----- |
| 1.  | Nous sommes chanteurs de sornettes                                                          | Malicorne 4                                        |       |
| 2.  | Le Prince d'Orange                                                                          | Pierre de Grenoble                                 |       |
| 3.  | Marions les roses                                                                           | Malicorne 2                                        |       |
| 4.  | Margot                                                                                      | Almanach                                           |       |
| 5.  | La Mule                                                                                     | Le Bestiaire                                       |       |
| 6.  | Paysans sans peur                                                                           | Balançoire en feu                                  |       |
| 7.  | La Blanche Biche                                                                            | Malicorne 4                                        |       |
| 8.  | Salut à la compagnie                                                                        | Almanach                                           |       |
| 9.  | Daniel mon fils                                                                             | Malicorne 4                                        |       |
| 10. | Les filles sont volages (version ré-enregistrée en 1995 par Gabriel Yacoub seul a cappella) | Malicorne 1                                        |       |
| 11. | La Conduite                                                                                 | L'Extraordinaire Tour de France d'Adélard Rousseau |       |
| 12. | Les Couleurs                                                                                | L'Extraordinaire Tour de France d'Adélard Rousseau |       |
| 13. | La Complainte du coureur de bois                                                            | L'Extraordinaire Tour de France d'Adélard Rousseau |       |
| 14. | Voici venir le joli mai                                                                     | Almanach                                           |       |
| 15. | C'est le mai                                                                                | En public                                          |       |
| 16. | Le Navire de Bayonne / Paye paysan (avec le groupe La Bamboche)                             | La Marée noire                                     |       |
| 17. | Marions les roses (remixage 1995)                                                           | Malicorne 2                                        |       |

## Autres compilations de Malicorne
- 1977 - Quintessence
- 1989 - Légende, deuxième époque
- 2005 - Marie de Malicorne